# Слаломний скейтбординг

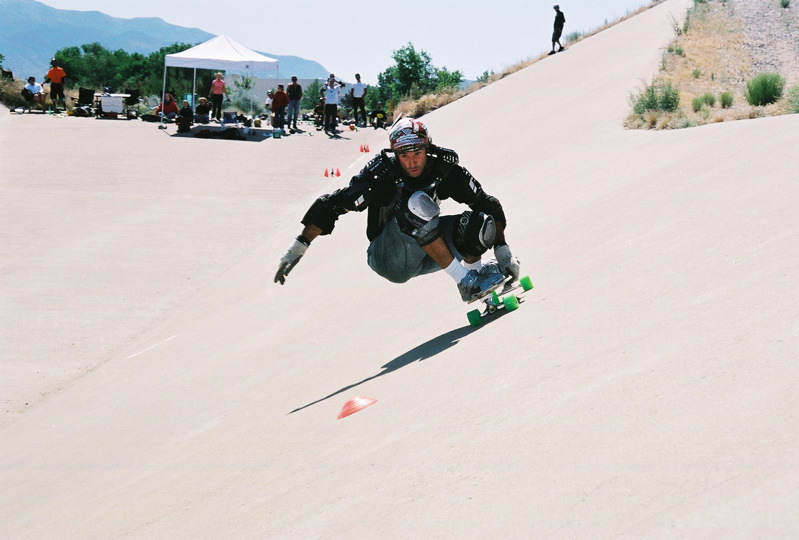
Слаломський скейтбордист в дренажній канаві. Цю дисципліну часто називають слаломом з нахилом.

Слаломний скейтбординг — це вид гонок на скейтборді з гори, який виник у 1960-1970-х роках і знову здобув популярність у 2000-х. У цих змаганнях учасники рухаються по спеціально позначеній трасі, на якій встановлені пластикові конуси. Мета гонщика — подолати дистанцію якнайшвидше, збиваючи при цьому мінімальну кількість конусів. Кожен збитий конус зазвичай додає штраф у вигляді декількох десятих секунд (зазвичай 0,1 секунди), які додаються до загального часу спортсмена.

## Дисципліни
Перегони в слалому можуть проводитися в двох форматах: у форматі прямого матчу, де учасники змагаються один проти одного, або в форматі однієї смуги, де гонщик змагається лише з часом. Існує п'ять основних типів слаломних змагань: супергігантський слалом, гігантський слалом, гібридний (спеціальний) слалом, тісний слалом і слалом із нахилом.
Супергігантський слалом (SuperG) характеризується високими швидкостями (48-64 км/год), великими відстанями між конусами (до 12-15 метрів) і зазвичай триває близько 1 хвилини. Гігантський слалом схожий на супергігантський, але має більш короткі дистанції між конусами, більше конусів на трасі і часто проводиться в форматі однієї смуги.
Гібридний або спеціальний слалом — це комбінований формат, що поєднує відстані між конусами гігантського слалому (3-4,5 метра) та вузькі конуси (1,5-2,1 метра), і зазвичай змагаються один проти одного. **Тісний слалом** характеризується дуже короткими дистанціями між конусами (1,5-2,1 метра) та високою частотою поворотів, де гонщики можуть проходити 3-4 конуси за секунду.
Слалом із нахилом проходить на похилій поверхні, як у скейтпарках чи дренажних канавках. Цей формат схожий на інші види слалому, але відрізняється тим, що траса проходить через нерівну смугу з перешкодами, а змагання майже завжди відбуваються не один на один.

## Правила
Найнезвичайніше в правилах слаломного скейтборду полягає в тому, що ковзанярі штрафуються певним часом за кожен конус, який вони вдарили під час гонки. Цей штрафний час додається до часу бігу гонщиків. Якщо під час забігу вдаряється занадто багато конусів, гонщик отримує дискваліфікацію. Дискваліфікація часто карається в прямих гонках суворим штрафом за час, який рідко компенсується в другому заїзді прямих перегонів.
Іншу групу правил, відомих як правила «звичайних», можна використовувати для спрощення середовища перегонів. Згідно з правилами масових змагань, гонщикам дозволяється вражати певну максимальну кількість конусів. Нижче максимуму (часто 5 конусів) покарання не передбачено, а вище максимуму — дискваліфікація.
У всіх типах прямих перегонів порядок перегонів визначається кваліфікаційним часом, який визначає сетки для очних матчів.

## Обладнання
Скейтборди для слалому оптимізовані для збільшення швидкості, поворотів і тяги. Колеса для слаломного скейтборду, як правило, м'якші (твердість від 76 A до 90 A) і більші, ніж типові колеса для скейтборду (діаметр 66–75 мм). Це збільшує швидкість кочення та зчеплення коліс. Скейтбордичні вантажівки для слаломних перегонів часто є прецизійними виробами ручної обробки, які включають втулки з високим відскоком, сферичні підшипники та прецизійні 8-міліметрові осі. Вантажівки для слалому відрізняються від більшості звичайних вантажівок для скейтбордів, оскільки мають різну геометрію передньої та задньої вантажівок. Передня вантажівка забезпечує покращену керованість, тоді як задня вантажівка забезпечує більш стабільну траєкторію. Клинчасті (або під кутом) гумові прокладки (спочатку відомі як Rad Pads), встановлені під вантажівками, зміщуючи кут головної цапфи, можна використовувати для досягнення аналогічної продуктивності зі стандартними вантажівками для скейтбордів. Деки (або дошки) для слалому, як правило, трохи довші, ніж звичайні скейтборди, але все ж коротші, ніж лонгборди. Вони також більш вузькі, підходять для вантажівок шириною від 100 до 120 мм. Матеріали можуть включати серцевину з вуглецевого волокна та спіненого матеріалу для підвищення чутливості та міцності дошки. У 1970-х і 80-х вони спочатку мали значну гнучкість, яка забезпечувала плавність ходу, але в міру того, як змагання ставали більш інтенсивними, гонщики віддавали перевагу декам без гнучкості, таким як тверда деревина, твердий клен або вуглецеве волокно.

## Гонщики
Одними з ранніх зірок слалому були Генрі Хестер, Боббі Пірсі та Джон Хатсон. Ці фігуристи виграли багато гонок 1970-х років. Одразу після відродження цього виду спорту в 2000-х роках з організацією Чемпіонату світу зі слалому 2001 року, організованого Джеком Смітом у Морро-Бей, штат Каліфорнія, домінували такі гонщики, як Гері Кросс, Пол Данн і Чарлі Ренсом. У наступні роки одними з найуспішніших гонщиків були Кенні Молліка та Джейсон Мітчелл у США, Лука Джаммарко (ITA), Маурус Стробель (SUI) та Домінік Ковальскі (GER) у Європі для чоловічого дивізіону. У жіночому дивізіоні справді виділяється багаторазова чемпіонка світу Лінн Крамер (США), яка виграла понад 10 загальних титулів. Інші гонщиці найвищого рівня цього періоду включають чемпіонку світу 2003 року, легенду 1970-х років Джуді Ояма (США) та європейок Кетрін Зель (Німеччина) і Лієніте Скараїн (Лат).
За останні роки Джо Макларен (США) виграв більше титулів чемпіона світу серед чоловіків, ніж будь-який інший гонщик, хоча він регулярно стикається з жорсткою конкуренцією з боку європейців, таких як Яніс Кузьмінс (Латія), Крістофер і Мішель Дюпон (Франція), а також брати Вікінг і Віктор Гадестранд (Швеція). У Північній Америці головними претендентами наразі є Луї Рікар (Канада), Джонатан Хармс (США) і Джозеф Кайл Сміт (США). Річі Карраско (США), професійний скейтбордист у фрістайлі 1970-х років і володар світового рекорду зі спінінгу на 360, також залишався головним претендентом і зберігав позицію в топ-10 світового рейтингу професіоналів більше 11 років поспіль між 2008 і 2019 роками. Пол Прайс (з Великої Британії, нині США) часто мандрував Європою, Північною Америкою та Австралією і є рекордсменом за кількістю пробігів.
Серед жінок Лінн Крамер все ще сильна, але в 2018 році Маре Еріка Белта (LAT) виграла титул чемпіонки світу в слаломі з натяжкою, а також титул чемпіонки світу в суперфіналі в слаломі з натяжкою, обидва рази змагаючись у фіналі з Лінн Крамер. Іншими жінками, які посіли трійку лідерів у будь-якій із трьох дисциплін слалому на Чемпіонаті світу ISSA в Поліці, Чехія, 2018, були Кароліна Войтова (Чехія), Ендія Руя (Латинія) та Аліна Красавіна (Росія). Наче 2018 рік був лише тимчасовим винятком, у 2019 році Лінн Топ знову стала чемпіонкою світу у всіх трьох основних дисциплінах слалому: тайт, гібрид і слалом-гігант.